# Зеница
Вижте пояснителната страница за други значения на Зеница.
Зеницата (лат. Pupilla) частта от окото, която се намира в средата на ириса. Тя изглежда черна, тъй като по-голямата част от навлизащата светлина се поглъща от тъканите вътре в окото. Зеницата се отваря и затваря, за да регулира количеството светлина достигащо до ретината.
При хората и при много животни (но само малък процент от рибите) големината на зеницата се контролира от рефлексно съкращаване и разширяване на ириса. По този начин се регулира интензивността на навлизащата светлина. Това се нарича още зеничен рефлекс. Зеницата е отворът в ириса, през който преминава светлината, преди да достигне лещата и да бъде фокусиран върху ретината. Размерът на отвора се управлява от мускулите наирис, които бързо свиват зеницата при излагане на ярка светлина и разширяват (разширяват) зеницата при слаба светлина. Парасимпатиковите нервни влакна от третия (окомоторен) черепномозъчен нерв инервират мускула, който причинява свиване на зеницата, докато симпатиковите нервни влакна контролират дилатацията. Тя увеличава своите размери (до 10 пъти в зависимост от попадащата в нея светлина). Друг интересен факт е, че мускулът, свиващ и разтягащ зеницата, е кръгъл.